# Шчепан Витковски
Шчепан Виктор Витковски (пољ. Szczepan Wiktor Witkowski; Лавов, Украјина 20. децембар 1898 — Стриј, Украјина 29. мај 1937) је био пољски војник и скијаш.
Витковски је рођен у Лембергу, Аустроугарска (данас Лавов, Украјина). На Зимским олимпијским играма 1924. завршио је трку у скијашком трчању на 50 км као 21. а као учесник у војној патроли није завршио трку због лоших временских услова. 